# Aerial Achievement Medal

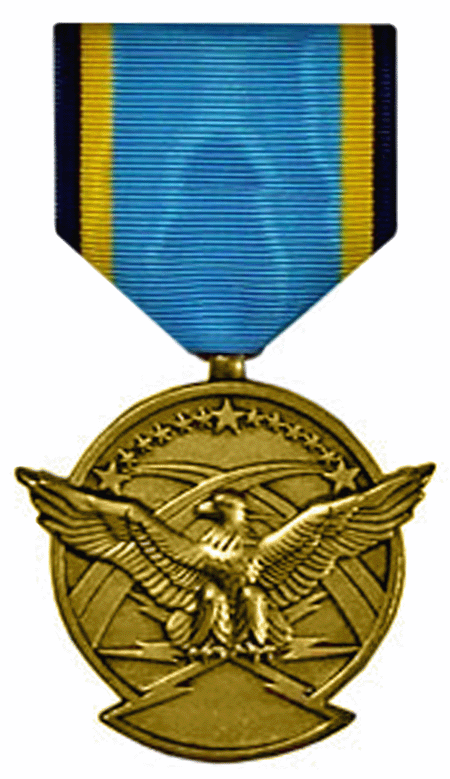
Aerial Achievement Medal/ Medalia pentru Realizări în Aviație

Decorația Aerial Achievement Medal/ Medalia pentru Realizări în Aviație  este o decorație a SUA creat în 1988.
Această medalie se acordă personalului militar din cadrul aviației ale căror realizări nu-i califică pentru obținerea decorației Medalie Aviatică. 
Decorația se atribuie în numele Secretarului Forțelor Aeriene militarilor sau personalului civil care aflați în serviciul Forțelor Aeriene ale SUA participând la zbor aerian s-au distins prin realizări dincolo de sarcinile care se așteaptă din partea unui aviator.